# Hugo Lederer

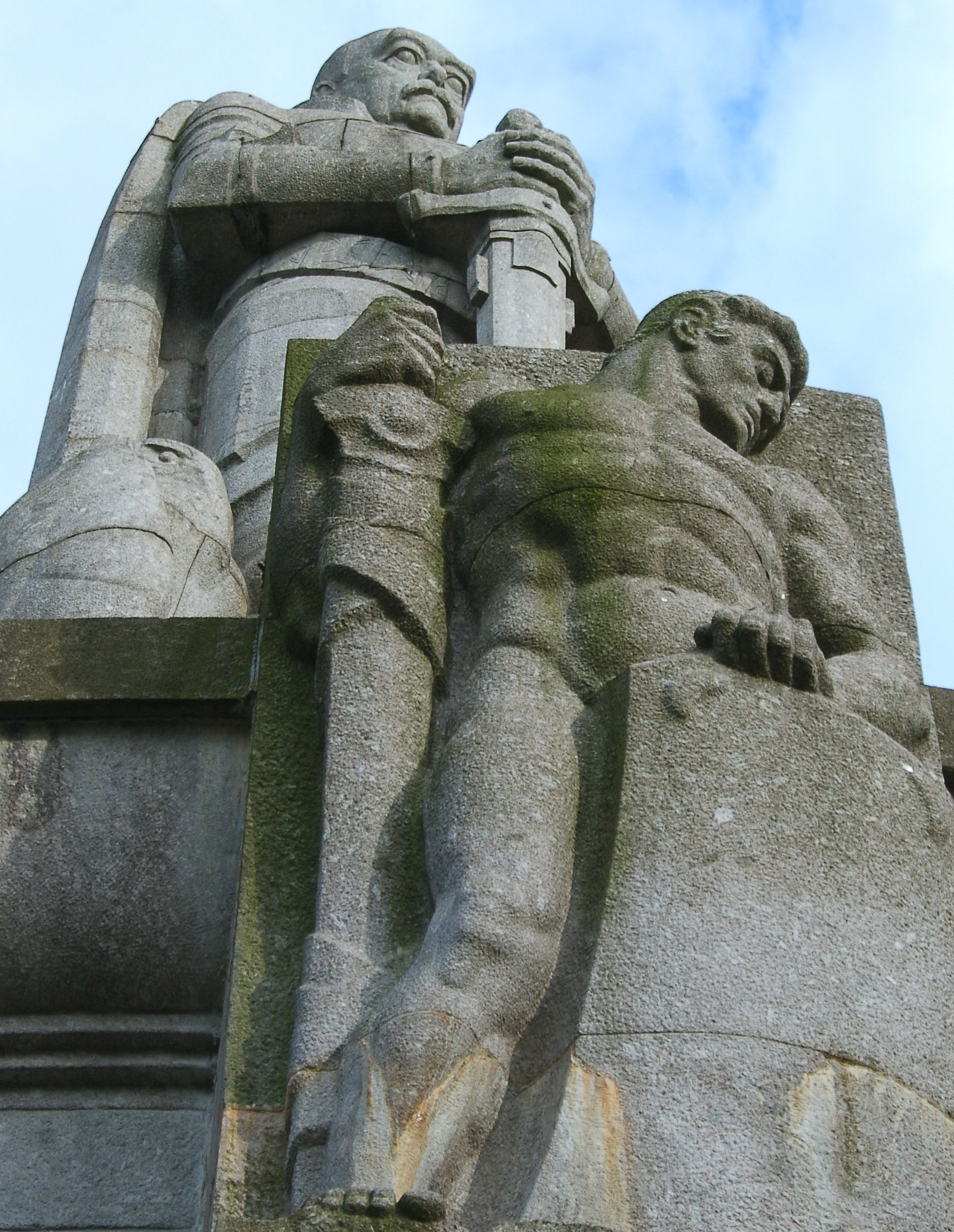
Memorial a Bismarck, Hamburgo.

El Profesor Hugo Lederer (16 de noviembre de 1871, Znaim - 1 de agosto de 1940, Berlín) fue un escultor alemán, austrohúngaro de nacimiento.
Lederer estudió en Dresde bajo la supervisión de Johannes Schilling desde 1890, y después brevemente bajo la supervisión de Christian Behrens. Su mayor éxito vino en 1902 con la comisión de la torre Bismarck en el centro de Hamburgo. En 1919 Lederer se trasladó a la Academia de Artes en Berlín; entre sus estudiantes se hallaba Josef Thorak. El último trabajo importante de Lederer fue para la organización Krupp.
Lederer es enterrado en el Wilmersdorfer Waldfriedhof en Stahnsdorf, en las cercanías de Berlín.

## Trabajo escultórico
- Bismarck-Denkmal, 1902-1906, Elbhöhe, Hamburgo (con Emil Schaudt)
- Fechter-Brunnen, 1904, Universitätsplatz, Breslau
- Kaiser Friedrich III.-Reiterstandbild (), 1911, Kaiserplatz, Aachen
- Löwendenkmal, Theodor Tantzen-Platz, Oldenburg
- Ringer, 1908, Heerstraße, Berlín-Charlottenburg
- Bismarck-Standbild, 1911, en Wuppertal-Barmen
- Gedenkrelief für Freiherr vom Stein, 1914, Rathaus Berlín-Schöneberg
- Bärenbrunnen, 1928, Werderscher Markt, Berlín-Mitte
- Säugende Bärin, 1929, Rathaus/Finanzamt, Berlín-Zehlendorf
- Grabmal Gustav Stresemann, Friedensnobelpreisträger, 1929 - 1930, Luisenstädtischer Friedhof, Berlín-Kreuzberg
- Fruchtbarkeits-Brunnen, 1927 - 1934, Arnswalder Platz, Prenzlauer Berg, Berlín
- Regiments-Kriegerdenkmal 1914-1918 des Grenadier-Regiments zu Pferde (Neumärkisches) No. 3, 1923 eingeweiht, Treptow a. Rega, Pomerania Ulterior
- Kriegerdenkmal 1914-1918, c.1925, Marktplatz, Altdamm, Pomerania Ulterior

## Galería

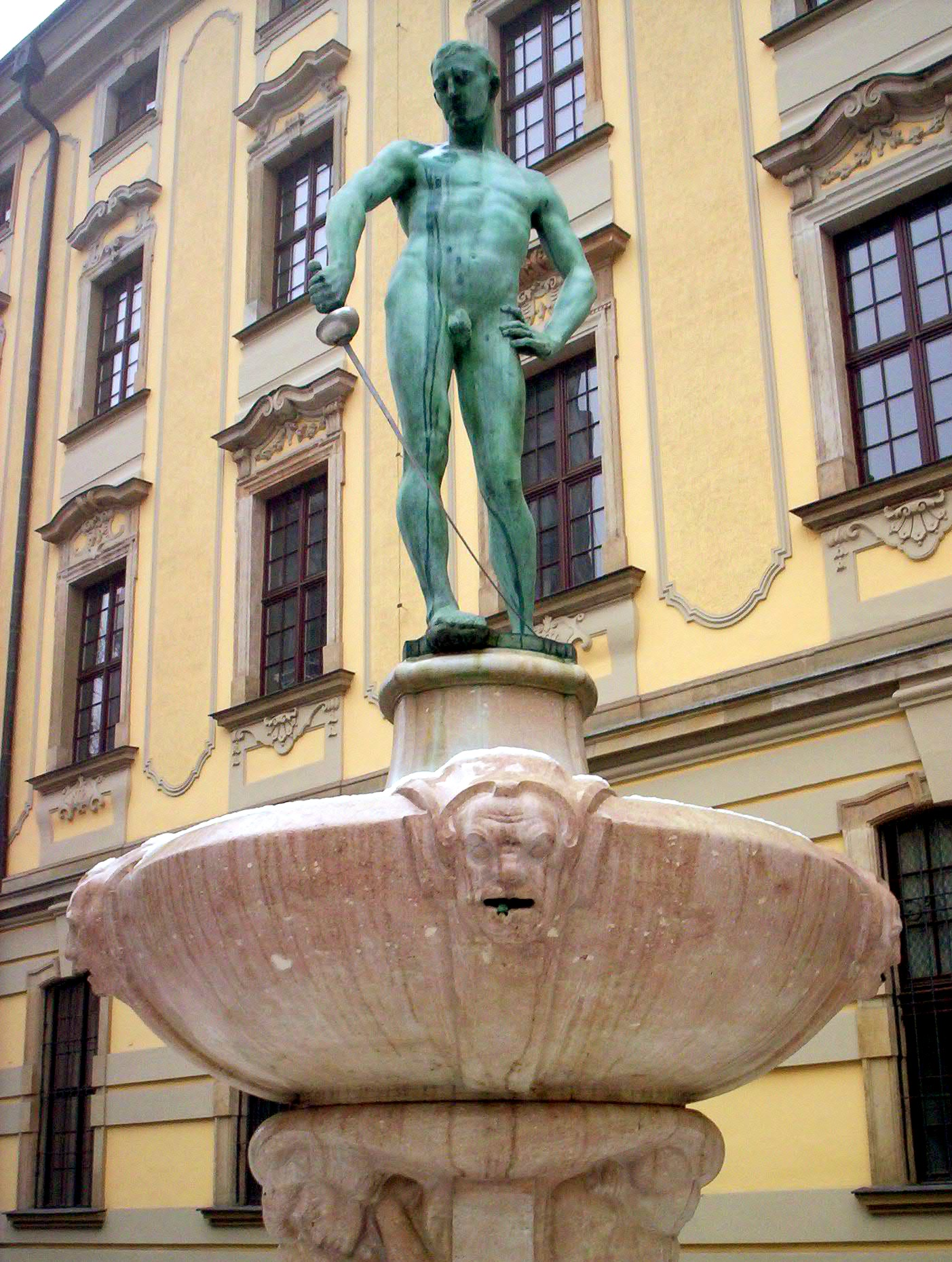
Fuente en Breslau / Wroclaw
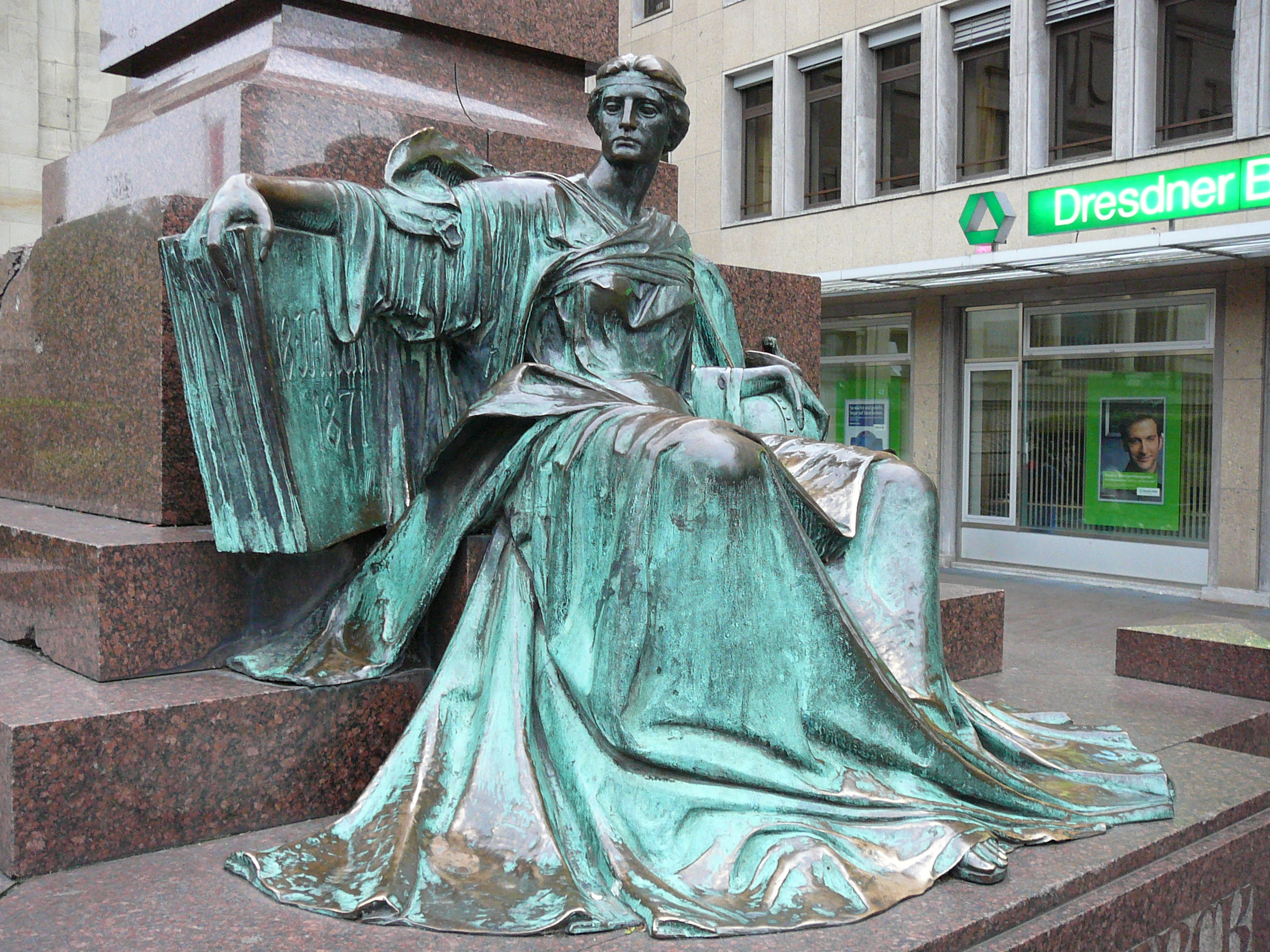
Clío, en frente del monumento a Bismarck en Barmen, 1900
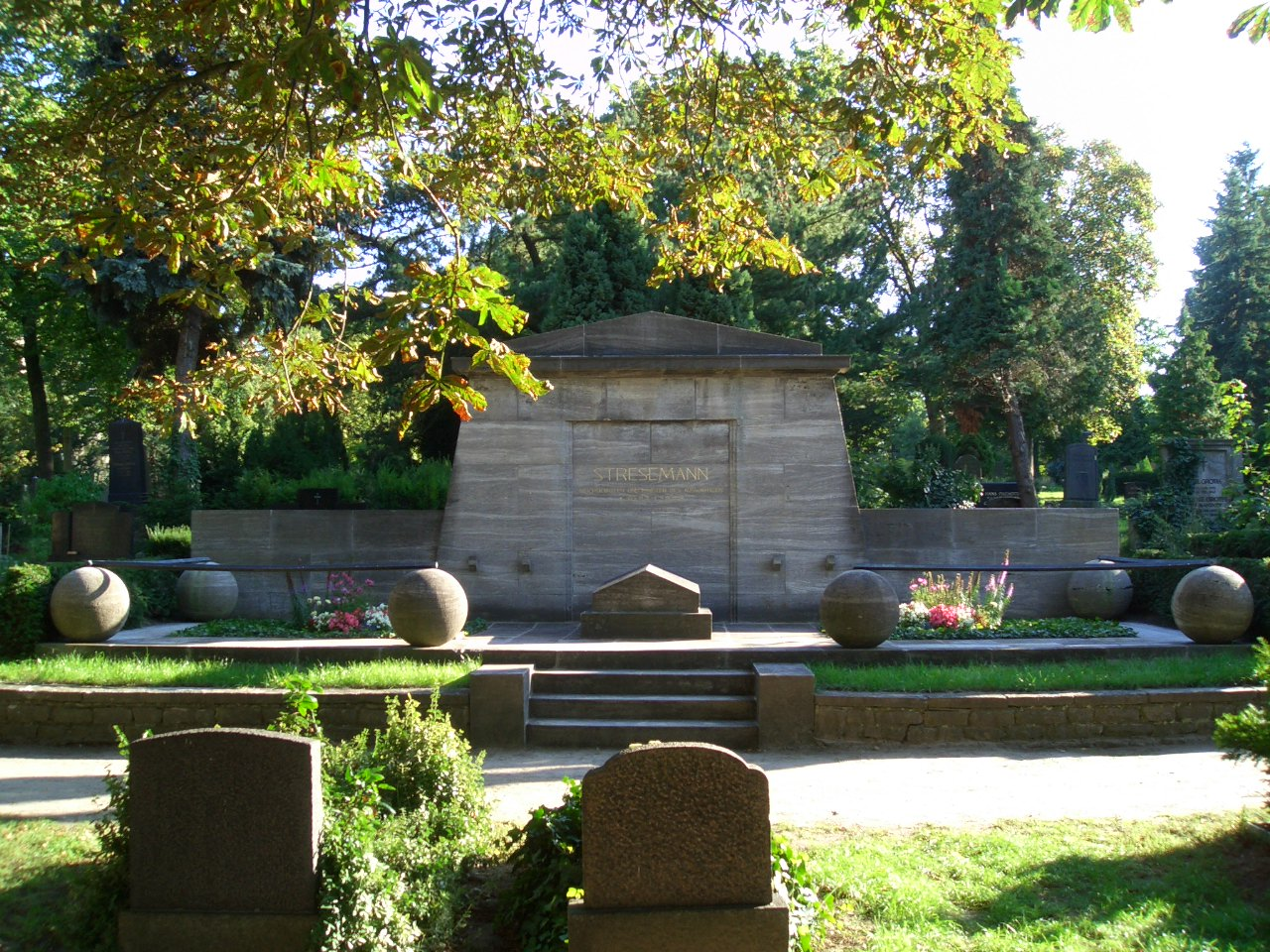
Tumba de Gustav Stresemann, Cementerio de Luisenstadt, 1930
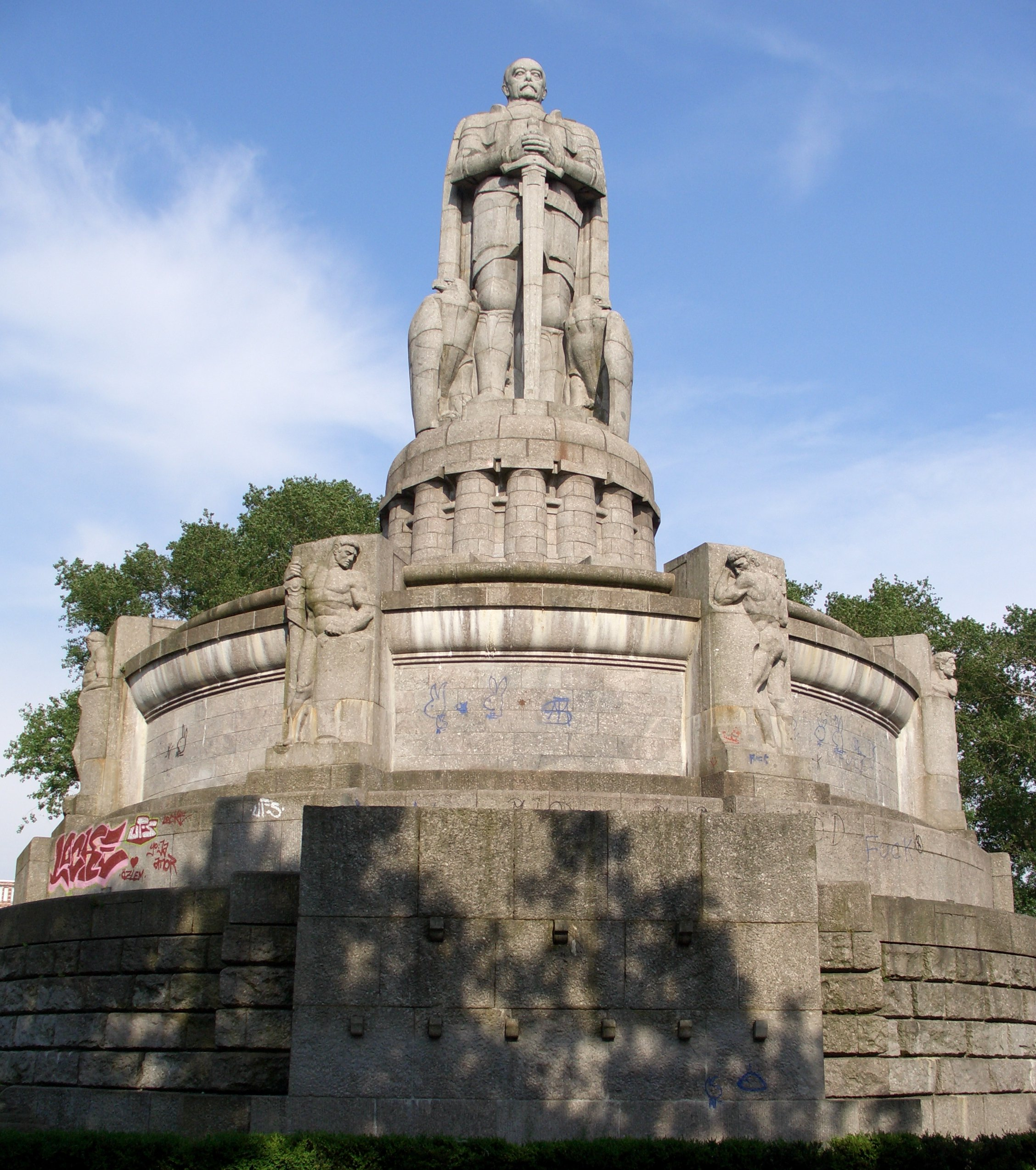
Memorial a Bismarck, Hamburgo, vista frontal